# Université en Espagne
Liste des universités d'Espagne regroupées par Communauté autonome.

## Andalousie
- Université d'Almería (Almería)
- Université de Cadix (Cadix)
- Université de Cordoue (Cordoue)
- Université de Grenade (Grenade)
- Université de Huelva (Huelva)
- Université de Jaén (Jaén)
- Université de Malaga (Malaga)
- Université Pablo de Olavide (Séville)
- Université de Séville (Séville)

## Aragon
- Université de Saragosse (Saragosse)
- Université San Jorge (Saragosse) (Université privée)

## Asturies
- Université d'Oviedo (Asturies)

## Îles Baléares
- Université des îles Baléares (Baléares)

## Îles Canaries
- Université de La Laguna (Tenerife)
- Université de Las Palmas de Gran Canaria (Grande Canarie)
- Universidad Europea de Canarias
- Universidad Internacional de Canarias

## Cantabrie
- Université de Cantabrie (Cantabrie)
- Université internationale Menéndez Pelayo
- Université Pontificia de Comillas - ICADE - ICAI, Université privée

## Castille-La Manche
- Université de Castille-La Manche (Ciudad Real, Tolède, Albacete et Cuenca)
- Université royale de Tolède, active de 1520 à 1845, dont certains bâtiments ont intégré l'Université de Castille-La Manche.

## Castille-et-León
- Université de Burgos (Burgos)
- Université de León
- Université de Salamanque
- Université de Valladolid
- Université pontificale de Salamanque : Université privée
- Université européenne Miguel de Cervantes(Valladolid) : Université privée
- Université Catholique d'Ávila : Université privée

## Catalogne
- Université autonome de Barcelone
- Université de Barcelone (Barcelone)
- Université de Gérone
- Université de Lleida
- Université ouverte de Catalogne
- Université Polytechnique de Catalogne
- Université Pompeu Fabra
- Université Rovira i Virgili (Tarragone)
- Université Abbé Oliva CEU (Barcelone) : Université privée
- Université Ramon Llull (Barcelone) : Université privée
- Université internationale de Catalogne : Université privée
- Université de Vic (Vic) : Université privée

## Estrémadure
- Université d'Estrémadure

## Galice
- Université de La Corogne (La Corogne et Ferrol)
- Université de Saint-Jacques-de-Compostelle (Saint-Jacques-de-Compostelle et Lugo)
- Université de Vigo (Pontevedra, Orense et Vigo)

## La Rioja
- Université de La Rioja

## Communauté autonome de Madrid
- Université autonome de Madrid
- Université d'Alcalá de Henares (Alcalá de Henares)
- Université Carlos III de Madrid
- Université Pontificia de Comillas - ICADE - ICAI
- Université complutense de Madrid
- Université polytechnique de Madrid
- Université Roi Juan Carlos (Madrid)
- Université Antonio de Nebrija : Université privée
- Université CEU San Pablo : Université privée

## Région de Murcie
- Université de Murcie
- Université populaire de Carthagène
- Université polytechnique de Carthagène
- Université Catholique San Antonio de Murcia (Murcie) : Université privée

## Navarre
- Université publique de Navarre (Pampelune)
- Université de Navarre (Pampelune) : Université privée

## Pays basque
- Université du Pays basque à Bilbao, Vitoria-Gasteiz et Saint-Sébastien
- Université Deusto (Bilbao et Saint-Sébastien) : Université privée
- Université de Mondragón : Université privée

## Communauté valencienne
- Université d'Alicante (Alicante)
- Université Jaume I de Castellón
- Université Miguel Hernández
- Université polytechnique de Valence
- Université de Valence (Valence)
- Université CEU Cardinal Herrera (Valence) :Université privée CEU

## CeutaetMelilla
À Ceuta, il y a 2 facultés de l'Université de Grenade.
À Melilla, il y a trois facultés de l'Université de Grenade.

## Université d'enseignement à distance
- Université nationale d'enseignement à distance UNED, siège à Madrid